# Lempäälän Kisa
Lempäälän Kisa (w skrócie LeKi) – fiński klub hokejowy z siedzibą w Lempäälä.

## Sukcesy
- Srebrny medal Suomi-sarja: 2007

## Zawodnicy
Numery zastrzeżone
- 5 Vesa Papinsaari
- 8 Risto Mikkola
- 17 Markku Joensuu
- 19 Kari Virtanen